# 536
| 536                |
| ------------------ |
| Dødsfald - Fødsler |
|                    |

| Gregoriansk kalender | 536 DXXXVI              |
| Ab urbe condita      | 1289                    |
| Armensk kalender     | I/T                     |
| Kinesiske kalender   | 3232 – 3233 乙卯 – 丙辰 |
| Etiopisk kalender    | 528 – 529               |
| Jødisk kalender      | 4296 – 4297             |
| Hindukalendere       |                         |
| - Vikram Samvat      | 591 – 592               |
| - Shaka Samvat       | 458 – 459               |
| - Kali Yuga          | 3637 – 3638             |
| Iransk kalender      | 86 BP – 85 BP           |
| Islamisk kalender    | 89 BH – 88 BH           |

Se også 536 (tal)

## Begivenheder
- Vulkanudbrud der knyttes til Island. Vulkanudbrudet angives som en nærliggende forklaring på et temperaturfald på et par grader om sommer og hungersnød samme år og de følgende par år.[1] Se klimachok i 535-536.

## Dødsfald
- 22. april - Pave Agapetus 1.

## Populærkultur
Den danske forfatter Arne Herløv Petersen udgav i 2020 en samling betitlet 536 med seks fortællinger der netop handler om året 536 evt.